# Gotico inglese
Il Gotico inglese è uno stile architettonico che fu usato in Inghilterra dalla seconda metà del XII secolo, importato dalla Francia settentrionale.

## Storia ed evoluzione

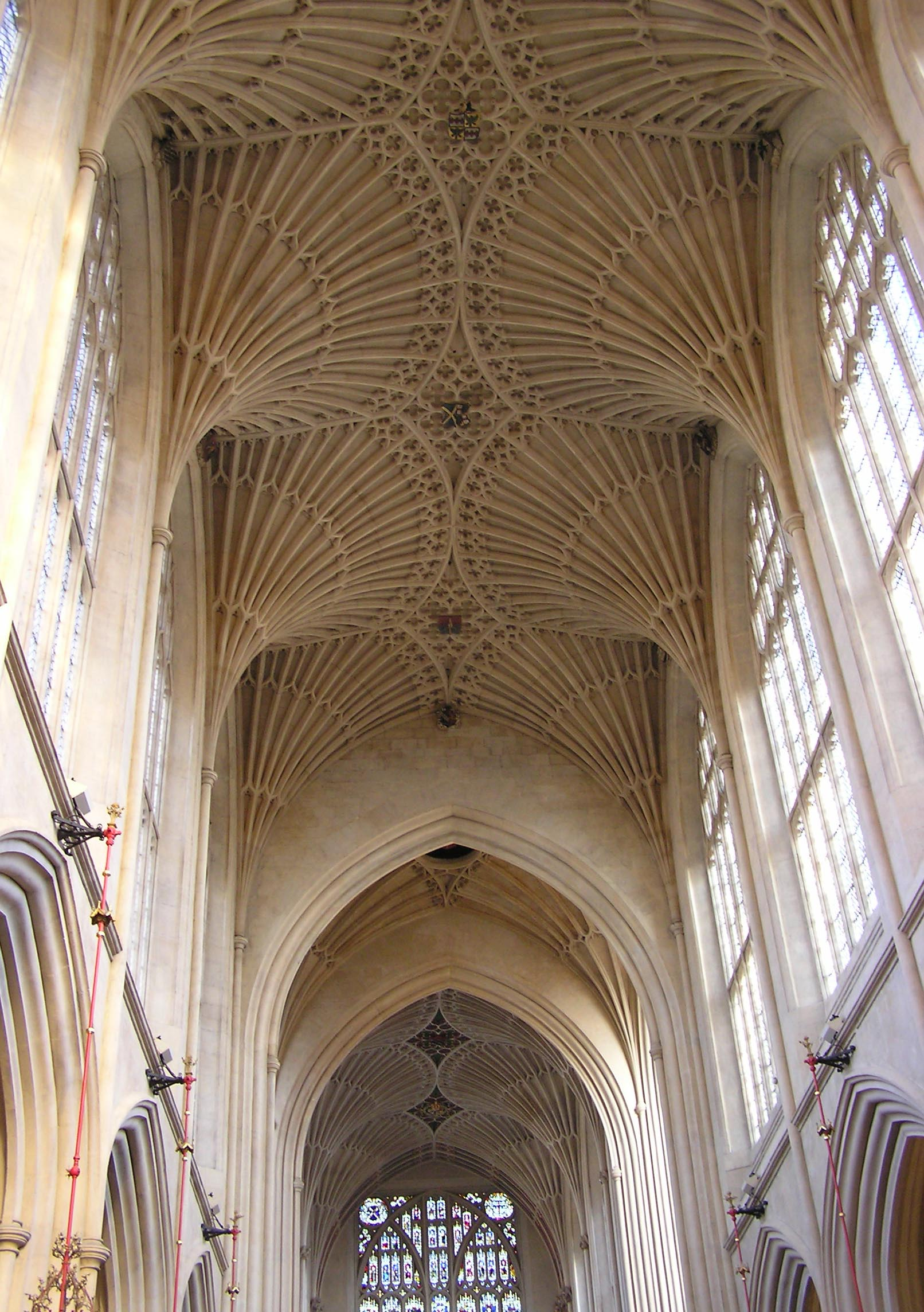
Volte a ventaglio nella abbazia di Bath

L'Inghilterra aveva stretti contatti politici ed economici con la Normandia, essendo stata conquistata dai normanni nel 1066; attraverso queste vie arrivò nell'isola lo stile romanico ed altrettanto avvenne con le novità gotiche sviluppate nell'Île-de-France a partire dal 1140.
La prima architettura gotica inglese è il coro della Cattedrale di Canterbury, concluso nel 1175 da un architetto francese di nome Guillame de Sens. Un anno dopo le campate occidentali della cattedrale di Worcester venivano erette in forme gotiche, in quello che ormai viene chiamato Early english (o Gotico primitivo inglese). La velocità con cui attecchì il Gotico in Inghilterra deriva dalla predisposizione che l'architettura romanica anglo-normanna possedeva tra tutti i sotto-stili regionali europei: già nelle cattedrali romaniche inglesi si riscontra una spiccata verticalità nelle navate centrali grazie all'uso già consolidato di volte a crociera costolonate con archi a sesto a acuto ed addirittura volte già a sei spicchi, come nella Cattedrale di Durham terminata nel 1113, le cui novità assolute tornarono presto in Normandia e da lì fecondarono di idee gli architetti dell'area parigina che "inventarono" il gotico.

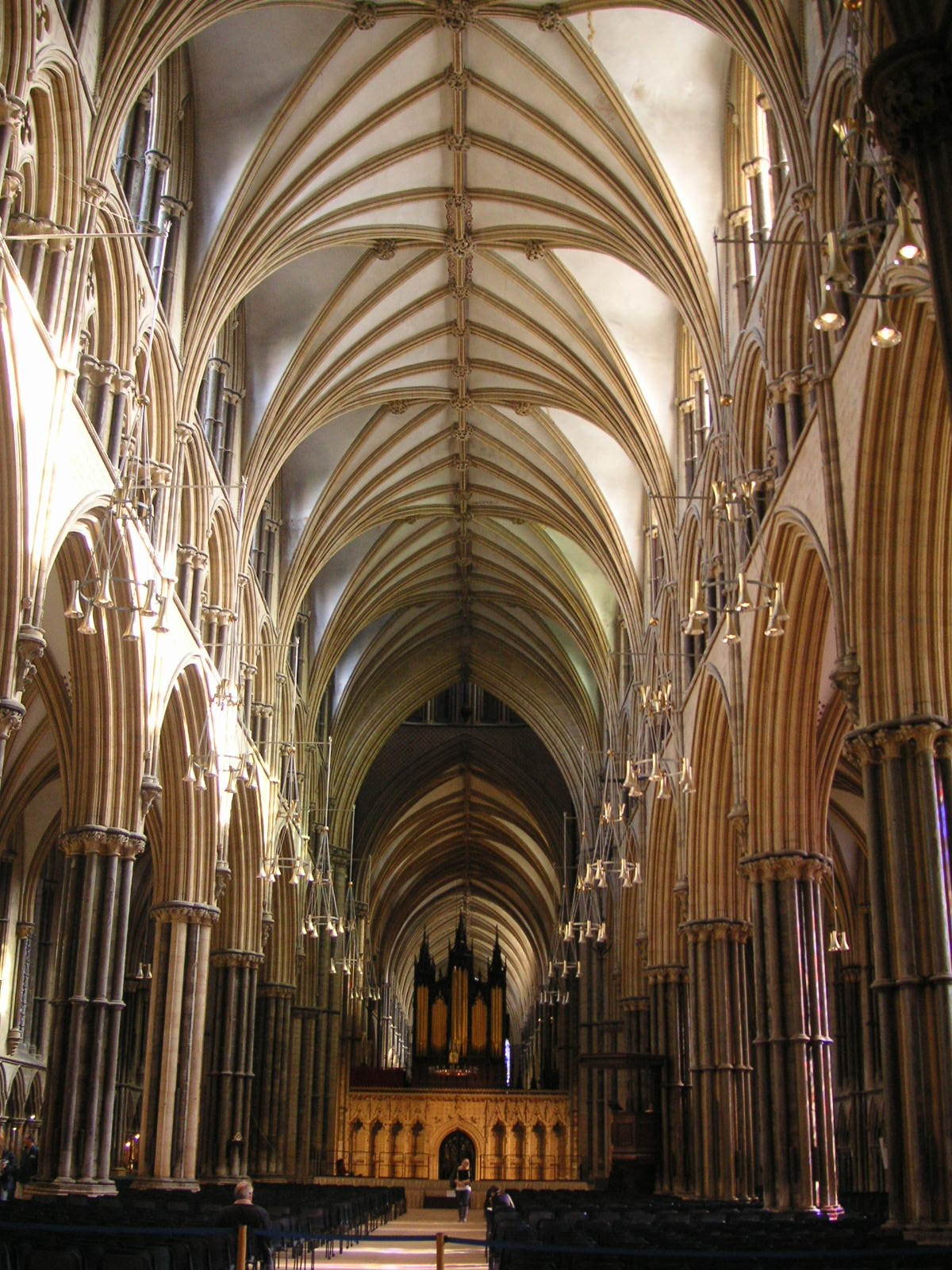
Interno della Cattedrale di Lincoln, con le volte a raggiera

Anche nel caso del Gotico in Inghilterra si svilupparono presto delle caratteristiche peculiari diverse da quelle continentali:
- Grande attenzione all'ornamento, soprattutto della facciata;
- Facciate a sviluppo prevalentemente orizzontale (come nella cattedrale di Wells, 1230-1240)
- Transetto incrociato al centro della navata centrale piuttosto che nella zona terminale, o in altre parole sviluppo longitudinale del coro che arriva a eguagliare in alcuni casi la navata;
- Mancanza (salvo rare eccezioni) del deambulatorio absidale e delle cappelle radiali;
- Presenza del triforio, al quale talvolta corrispondono ancora dei matronei;
- Presenza di una sala capitolare ottagonale, staccata dalla chiesa, e coperta da una volta ad ombrello sostenuta da un unico pilastro centrale; per permettere l'apertura di grandi finestre la struttura è di solito retta da archi rampanti e contrafforti esterni disposti in maniera radiale.

Ma la caratteristica più innovativa e più immediatamente riconoscibile del Gotico inglese è quella dell'invenzione della volta a raggiera e della volta a ventaglio. Le membrature della volta si moltiplicano: compaiono nuove nervature intermedie, chiamate anche tiercerons, che risultano prive di funzione portante. Esse conducono in un punto situato su un costolone longitudinale e non più alla chiave di volta, manifestando così il loro ruolo puramente decorativo. Le nervature si slanciavano infatti dai pilastri senza confluire verso un'unica chiave di volta, ma si diramano creando un reticolo geometrico che termina lungo una linea centrale (conformazione "a spina di pesce"). Uno dei primi esempi di tali innovazioni è nella Cattedrale di Lincoln (post 1192).
Ma il gotico inglese è ricco per l'inventiva e lo studio di soluzioni coerenti ed esteticamente pregevoli per particolari problemi strutturali. Per esempio nella Cattedrale di Wells all'incrocio tra navata e transetto si erge un'alta torre, che all'interno della chiesa è sorretta da un'inedita struttura di rinforzo composta da due archi ogivali contrapposti (1340).
L'Abbazia di Westminster di Londra (costruita dal 1245) ruppe con la tradizione locale e tornò ad ispirarsi direttamente all'architettura francese, con coro e cappelle radiali nel deambulatorio.
Secondo la suddivisione di Thomas Rickman, il Gotico inglese si sviluppò in tre fasi:
- gotico inglese primitivo (Early English style)
- gotico decorato (Decorated English)
- gotico perpendicolare (Perpendicular English)

## Gotico primitivo (c.1190 - c.1300)
Benché le chiese siano esternamente allungate, appaiono sviluppate più in senso orizzontale che verticale.
La pianta presenta la tipica sequenza spaziale inglese: aula, coro longitudinale, retrocoro (è uno spazio indipendente nel quale domina la Lady Chapel, o cappella della Madonna), transetto principale occidentale, transetto secondario orientale.
I transetti presentano in genere una estensione ampia conclusa da pareti frontali dritte, una composizione asimmetrica e vestiboli ai lati dell'aula.
Maggiore esempio di questo stile è la cattedrale di Canterbury costruita nel 1174.

## Gotico decorato (c.1300 - c.1390)

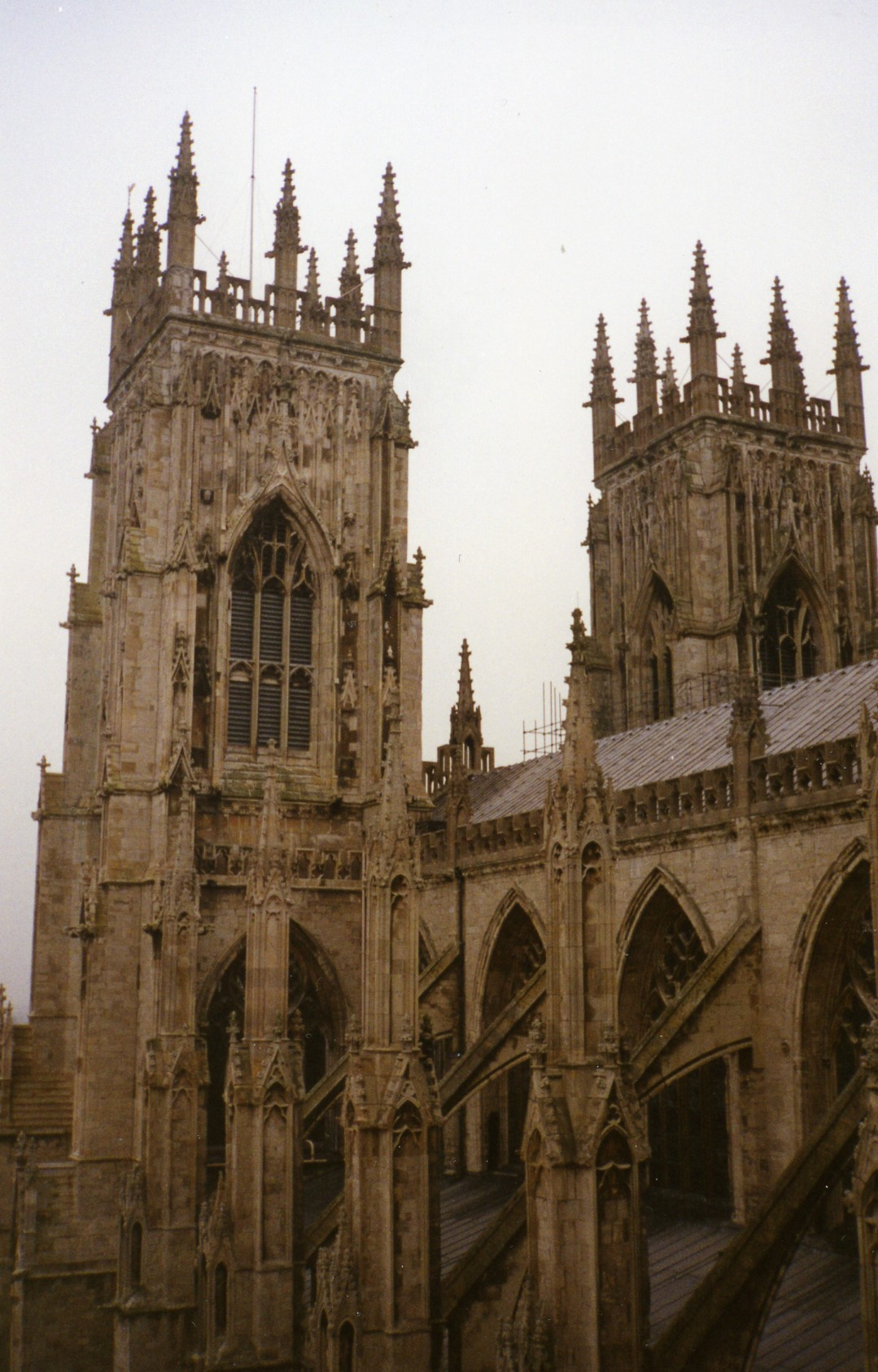
La cattedrale di York (York Minster)

Presenta un grande sviluppo longitudinale con la presenza di due transetti, inoltre le volte hanno una soluzione costruttiva molto originale, che non fa leggere il soffitto come sequenza di campate, ma come spazio unitario.
All'interno, i pilastri sono contornati da colonnine in controvena, mentre la massa muraria è piuttosto consistente; all'esterno le facciate sono più basse e larghe rispetto a quelle francesi e le statue non dominano l'architettura.

## Gotico perpendicolare (c.1390 - c.1540)
Il Perpendicular English caratterizza fortemente il periodo tardo-gotico anglosassone; il nome deriva dall'accentuazione in senso verticale dell'apparato decorativo (guglie e pinnacoli). Inoltre scompare la suddivisione in campate e si moltiplicano le nervature senza la funzione strutturale (volta a ventaglio).

## Galleria d'immagini

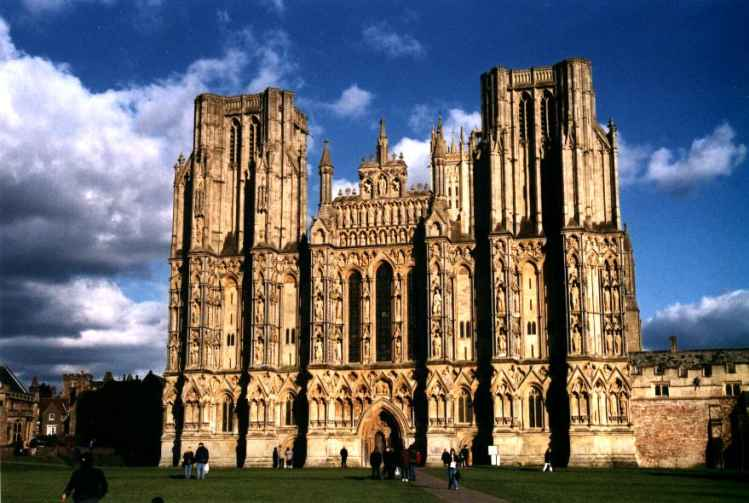
Cattedrale di Wells
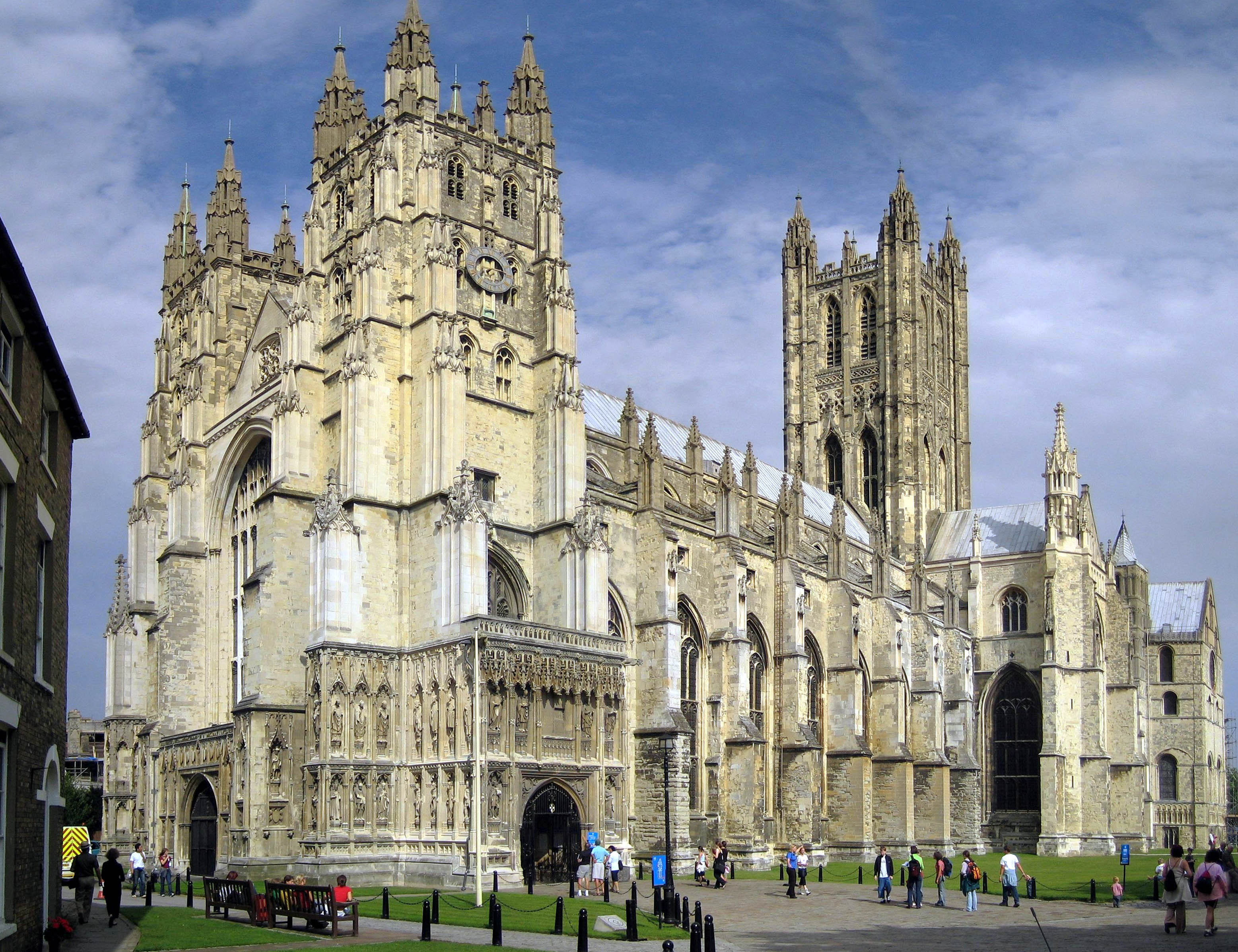
Cattedrale di Canterbury
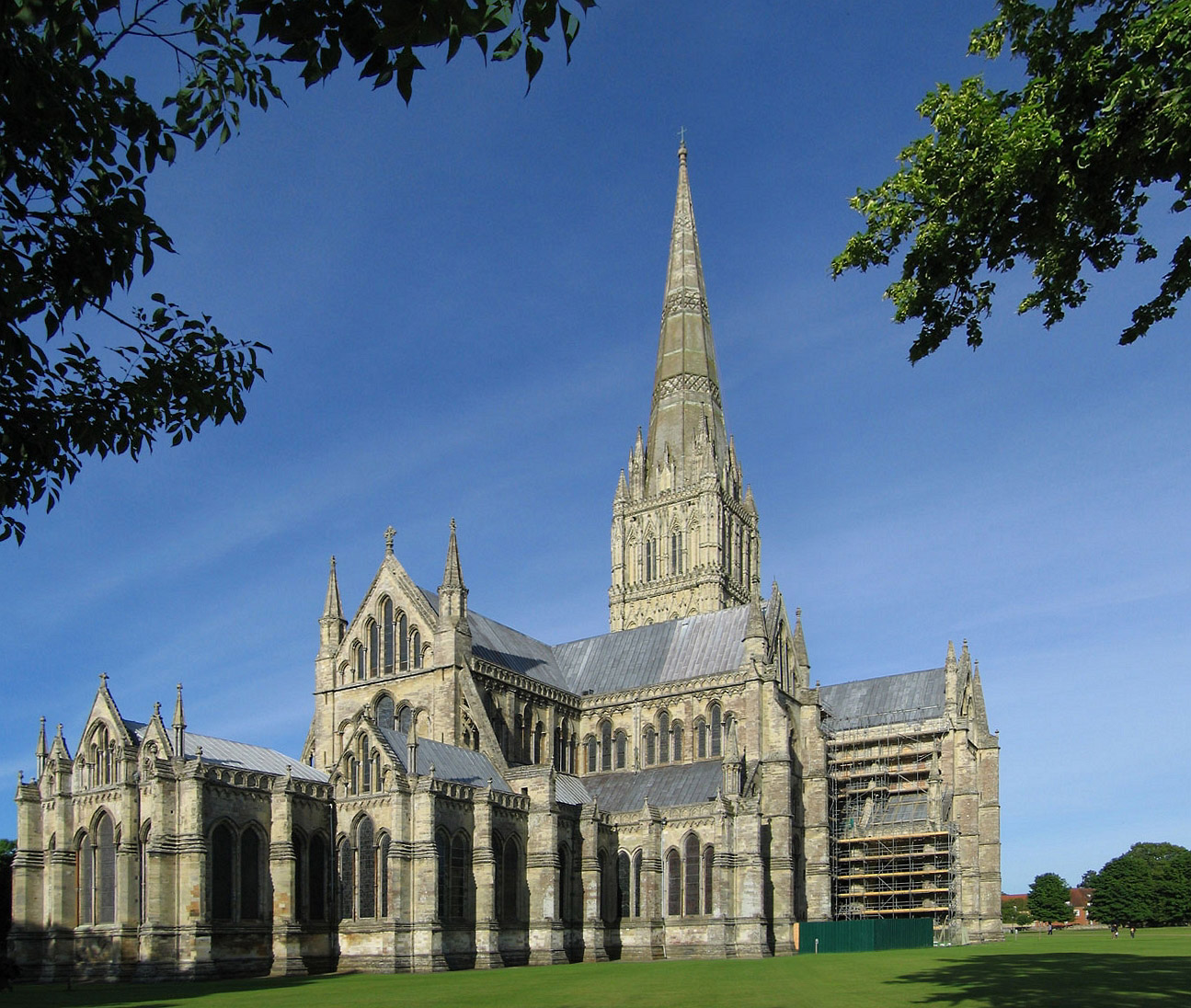
Cattedrale di Salisbury
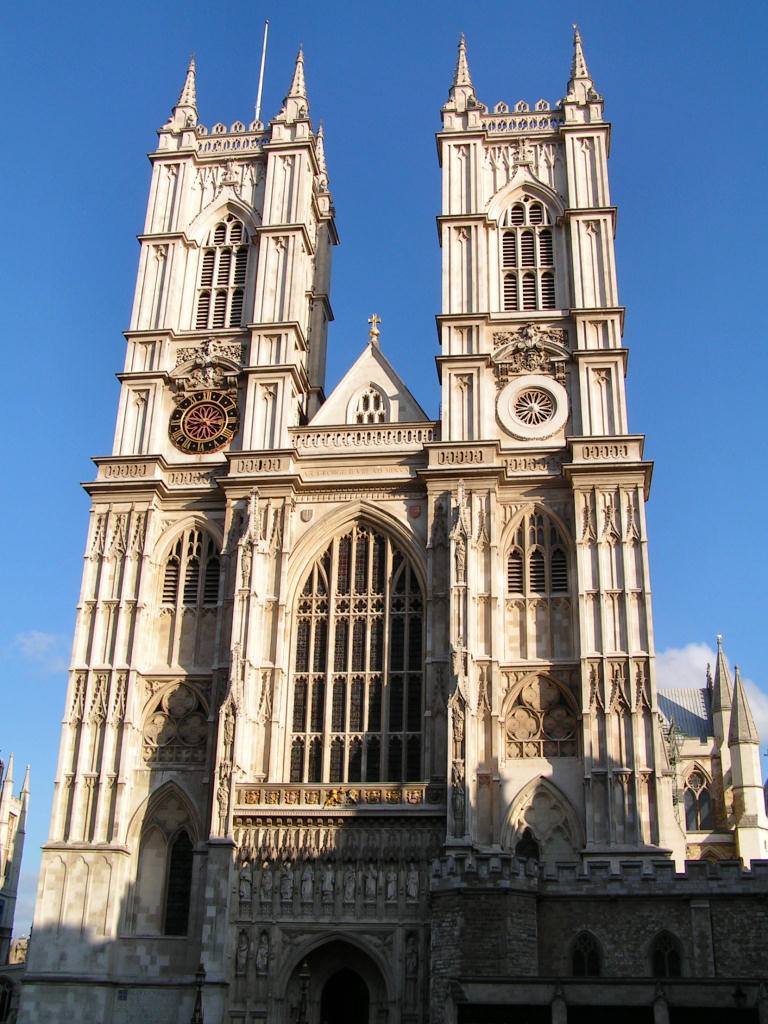
Abbazia di Westminster
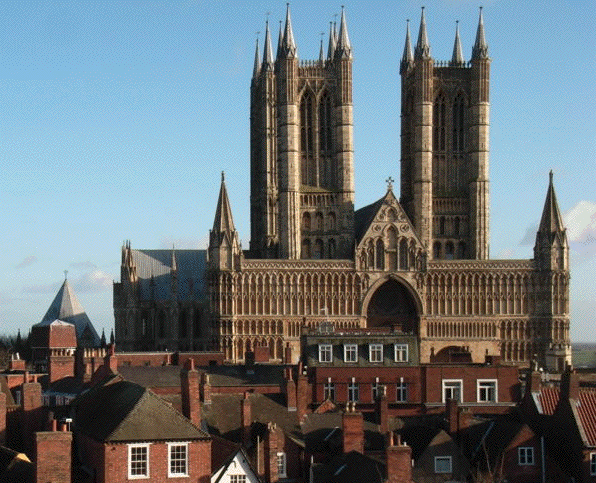
Veduta della cattedrale di Lincoln
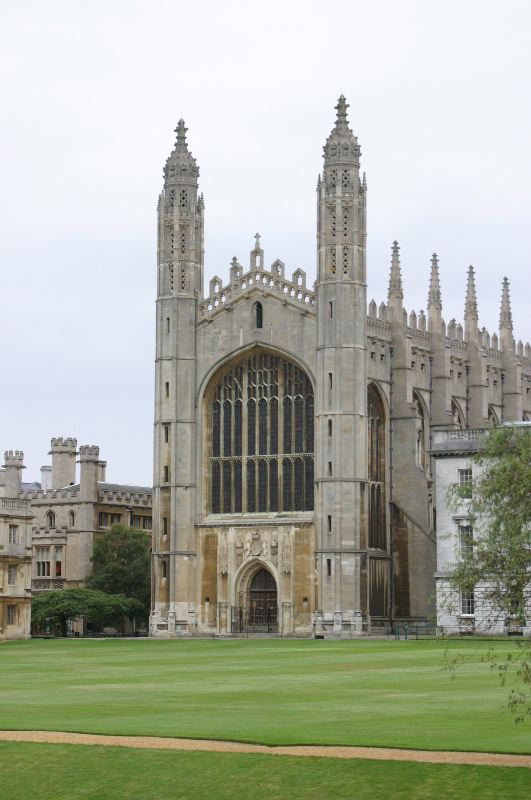
King's College a Cambridge
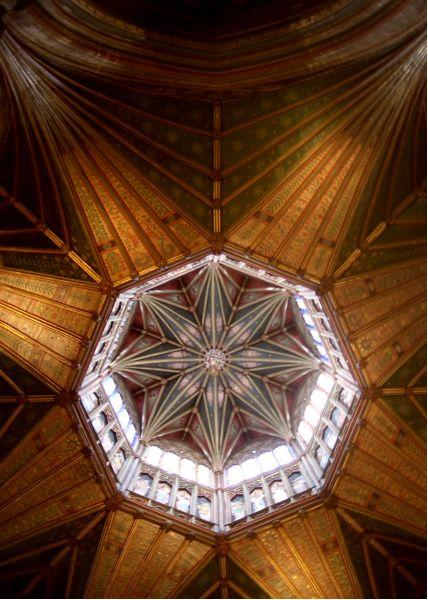
Torretta ottagonale della Cattedrale di Ely
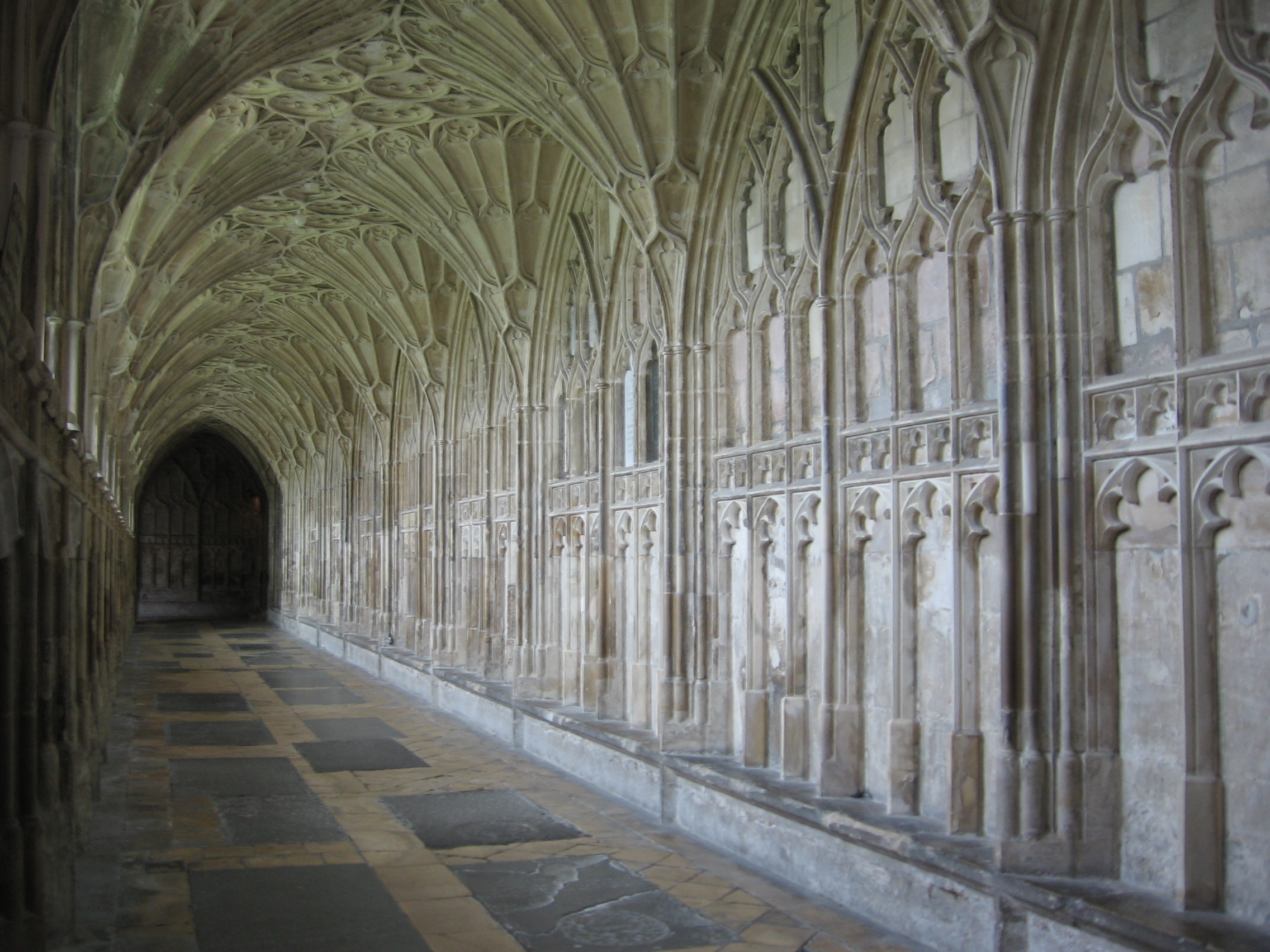
Chiostro meridionale della Cattedrale di Gloucester